# Hannafordia
Hannafordia är ett släkte av malvaväxter. Hannafordia ingår i familjen malvaväxter.
Kladogram enligt Catalogue of Life:
| Hannafordia | \| \| Hannafordia bissillii \| \| \| \| \| \| Hannafordia kessellii \| \| \| \| \| \| Hannafordia quadrivalvis \| \| \| \| \| \| Hannafordia shanesii \| \| \| \| |
|             | \| \| Hannafordia bissillii \| \| \| \| \| \| Hannafordia kessellii \| \| \| \| \| \| Hannafordia quadrivalvis \| \| \| \| \| \| Hannafordia shanesii \| \| \| \| |
|             | Hannafordia bissillii |
|             | |
|             | Hannafordia kessellii |
|             | |
|             | Hannafordia quadrivalvis |
|             | |
|             | Hannafordia shanesii |
|             | |